# Нефритовый тигр (фильм)
«Нефритовый тигр» (кит. трад. 白玉老虎, палл. Бай юй лао ху, англ. Jade Tiger) — гонконгский художественный фильм режиссёра Чу Юаня. Экранизация романа Гу Луна.

## Сюжет
Накануне свадьбы со своей возлюбленной Чжао Уцзи сообщают, что его отец, глава клана Дафэн, убит. Прибыв на место преступления, шокированный трупом своего отца, Уцзи отменяет свадьбу и бросает усилия ради мести. Главный подозреваемый в убийстве — фехтовальщик Шангуань Жэнь, который сбежал к заклятым врагам семьи Чжао в поисках убежища. Эти враги, клан Тан, принимают решение послать своих лучших бойцов остановить Уцзи, чтобы тот не успел совершить акт мести. Тем не менее, Уцзи ни раз спасают «друзья», у которых есть собственные мотивы. Вскоре он осознаёт масштабность разгрома клана Тан и, поэтому, решает внедриться к ним, присвоив имя Жэня ради достижения своей цели. По мере приближения к истине Уцзи с удивлением узнаёт, что виновный в смерти отца — не жестокий убийца, в чём он был уверен, но тот, кому он должен доверять, чтобы уничтожить врагов.

## Персонажи

### Главные и второстепенные
| Актёр       | Оригинальное имя персонажа | Имя персонажа на русском |
| ----------- | -------------------------- | ------------------------ |
| Ти Лун      | 趙無忌                     | Чжао Уцзи                |
| Ку Фэн      | 上官刃                     | Шангуань Жэнь            |
| Лили Ли     | 趙千千                     | Чжао Цяньцянь            |
| Сяо Яо      | 衛鳳娘                     | Вэй Фэннян               |
| Фань Мэйшэн | 趙生                       | Чжао Шэн                 |
| Ло Ле       | 唐缺                       | Тан Цюэ                  |
| Дерек И     | 唐玉                       | Тан Юй                   |
| Юэ Хуа      | 唐敖                       | Тан Ао                   |
| Ши Сы       | 唐羽                       | Тан Ху                   |

### Эпизодические
| Актёр       | Оригинальное имя персонажа | Имя персонажа на русском |
| ----------- | -------------------------- | ------------------------ |
| Цзин Мяо    | 趙簡                       | Чжао Цзянь               |
| Цзян Нань   | 唐蛇                       | Тан Шэ                   |
| Ку Куньчун  | 西施                       | Си Ши                    |
| Нгай Фэй    | 丁棄                       | Дин Ци                   |
| Ян Чжицин   | 樊雲山                     | Фань Юньшань             |
| Норман Чхёй | 獨孤勝                     | Дугу Шэн                 |
| Чжань Сэнь  | 柳三更                     | Лю Саньгэн               |
| Ван Ся      | 司空曉風                   | Сыкун Сяофэн             |
| Ши Чжунтянь | 馬車異人                   | Мачэ Ижэнь               |
| Хао Люйжэнь | 活死人                     | живой мертвец            |

## Отзывы
Стивен Тео (книга Chinese Martial Arts Cinema: The Wuxia Tradition): 
«Нефритовый тигр» — одна из его наиболее представительных семейных мелодрам жанра уся и, возможно, лучший уся-фильм режиссёра, работа, приближающаяся к трагическим аспектам древнегреческой трагедии.

Эндрю Сароч (сайт Far East Films): 
Среди множества совместных работ Ти Луна и Гу Луна «Нефритовый тигр» — одно из наименее запоминающихся усилий. С большим интересом к твистам сюжетной линии и с меньшим к созданию фильма, волнующим зрителя, Чу Юань опровергает свой истинный талант как режиссёр. Даже поклонники запутанного боевого мира жанра уся могут счесть «Нефритового тигра» утомительными девяноста минутами.